# 草深 (印西市)
草深（そうふけ）は、千葉県印西市の大字。郵便番号270-1337。

## 地理
北は別所、牧の台、北東は牧の原、西の原、東は原、東の原、南東は造谷、岩戸、南は吉田、松崎台、結縁寺、南西は高花、原山、西は泉野、泉、北西は鹿黒南、大森に隣接している。
飛び地があり、滝野、牧の原、竜腹寺、東の原、松崎台、吉田、松崎、鹿黒南、泉に隣接している。

## 歴史
江戸時代は惣深新田であり、下総国印旛郡のうち。印西領・印西筋に属す。もと小金牧のうち印西牧の一部、草深野（惣深野）。
「草深志」によれば、草深野の新田開発として1636年（寛永13年）小金領千足村・新左衛門の出願、許可、失敗がある。のち、1670年（寛文10年）鰭ケ崎村元名主・清重郎ほか6名が出願、許可となり江戸町人も請負人に加わったが資金操りの方は順調ではなかった。草深野の一部が近隣村のもと入会野であったため開発反対もあったが周辺16か村に開発地の一部を分与することで解決された。
寛文（1661年～1673年）・延宝（1673年～1681年）期に徐々に新田開発が進み、1676年（延宝4年）の検地により成立。はじめ幕府領、1839年（天保10年）から浜松藩領、1846年（弘化3年）幕府領となるが、のち再び浜松藩領。村高は「元禄郷帳」2,769石余、「天保郷帳」「旧高旧領」ともに2,774石余。1676年（延宝4年）の反別下田40町4反余・下畑489町7反余、屋敷5町3反余、家数120・人数558。割渡され持添新田などとして開発された分は、結縁寺・船尾・松崎・吉田・岩戸・造谷・角田・荒野・竜腹寺・滝・小林・宗甫新田・別所・大森・鹿黒・泉新田の16か村に見える。1774年（安永2年）の家数78・人数378（印旛郡誌）。
1873年（明治6年）千葉県に所属。1889年（明治22年）飛地字関ノ台が宗像村、飛地字池ノ台が本郷村の各一部となり、本村は船穂村の大字となる。

### 年表
- 1873年（明治6年） - 千葉県に所属。
- 1889年（明治22年）4月1日 - 町村制施行し船穂村・宗像村・本郷村が発足。
  - 本村は船穂村大字草深となる[4]。
  - 飛地字関ノ台が宗像村大字惣深新田飛地となる[4][5]。
  - 飛地字池ノ台が本郷村大字惣深新田飛地となる[4][6]。
- 1954年（昭和29年）12月1日 - 印西町草深となる。
  - 木下町・大森町・船穂村と永治村の一部が合併し印西町が発足。
- 1996年（平成8年）4月1日 - 印西市草深となる。
  - 印西町が市制施行して印西市となる。

## 世帯数と人口
2017年（平成29年）10月31日現在の世帯数と人口は以下の通りである。
| 大字 | 世帯数    | 人口    |
| ---- | --------- | ------- |
| 草深 | 1,182世帯 | 3,383人 |

## 施設
- 千葉県立印旛明誠高等学校
- 原山保育園
- 仲ノ側集会所
- 原青年館
- 柏木台青年館
- 七軒屋集会所
- 妙光院
- 回復院
- 大師堂
- 丸山観音堂
- 慈光山専徳寺僧伽堂
- 稲荷神社
- 三宝大荒神社
- 神明神社
- すなくぼ第2公園

## 交通

### 路線バス
- ちばレインボーバス
  - 神崎線（津田沼駅 - 千葉ニュータウン中央駅 - 木下駅）[7][8]
    - （原山小学校） - 天王前 - 草深新田 - （泉新田）

### 道路
- 国道
  - 国道464号
- 主要地方道
  - 千葉県道4号千葉竜ヶ崎線
  - 千葉県道61号船橋印西線
- 都道府県道
  - 千葉県道190号千葉ニュータウン南環状線